# Generación de la Ruptura

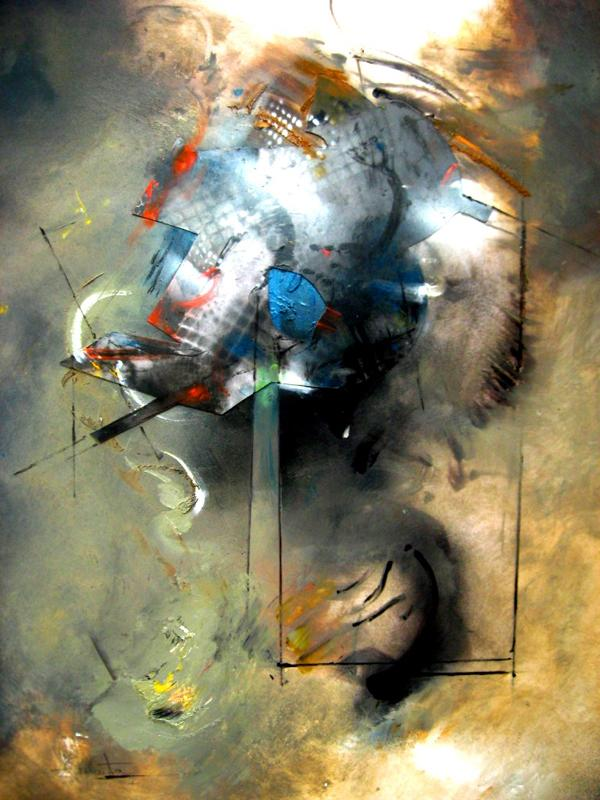
«Renacimiento» de Gustavo Arias Murueta.

Generación de la Ruptura es el nombre que recibió el conjunto de artistas mexicanos y extranjeros radicados en México, que en la década de los 50 comenzaron a reaccionar contra lo que percibían como los gastados valores de la Escuela Mexicana de Pintura, la cual aglutinaba a los muralistas mexicanos (David Alfaro Siqueiros, Diego Rivera y Clemente Orozco entre otros) cuya temática nacionalista, izquierdista y revolucionaria había sido la corriente artística hegemónica en México desde el estallido de la revolución mexicana en 1910.
Pese a lo extendido del mito, el nombre de esta generación no fue dado por la crítica de arte Teresa del Conde, tal y como ella aclaró en una de sus publicaciones. La denominación se forjó en 1988, en la muestra Ruptura 1952-1965, que tuvo lugar en el Museo de Arte Alvar y Carmen T. de Carrillo Gil. La elección del término "ruptura" para nombrar esta etapa artística causó polémica desde el inicio y su pertinencia se discute aún en la actualidad.
La Generación de la Ruptura incorporó valores más cosmopolitas, abstractos y apolíticos en su trabajo, buscando entre otras cosas expandir su temática y su estilo más allá de los límites impuestos por el muralismo y sus ramificaciones. El movimiento no fue jamás organizado ni definido, como tal se daba de modo bastante espontáneo, no era deliberado y las relaciones entre sus miembros fueron más bien informales.

## Miembros
Entre los artistas agrupados bajo este apelativo están Beatriz Zamora, Vicente Rojo Almazán, José Luis Cuevas, Roger von Gunten, Alberto Gironella, Vlady, Juan Soriano, Lilia Carrillo, Arnaldo Coen, Pedro Coronel, Enrique Echeverría, Manuel Felguérez, Fernando García Ponce, Brian Nissen, Gabriel Ramírez Aznar, Kazuya Sakai, Guillermo  Carlos Nakatani y Gustavo Arias Murueta, también tuvieron interlocución con los llamados modernistas solitarios Carlos Mérida, Rufino Tamayo, Günther Gerzo, Mathias Goeritz, Wolfgang Paalen; María Teresa Vieyra, Francisco Icaza, Gilberto Aceves Navarro y Francisco Toledo, que suelen ser considerados como integrantes de esta generación.  Todos y cada uno de ellos crearon un estilo particular en sus pinturas y revolucionaron el arte en México. Además encontraron un defensor literario en la figura del escritor y periodista Juan García Ponce.
Rufino Tamayo fue un artista pionero en romper la conexión que tenía con el movimiento muralista, pero no perteneció a la generación de la Ruptura. Sus pinturas eran siempre muy coloridas, con detalles mexicanos muy propios de sus obras. Su temática era el hombre y los objetos que lo rodeaban. Destaca por sus sandías.
José Luis Cuevas asistió a la edad de 10 años a la Escuela Nacional de Pintura y Escultura “La Esmeralda” en la Ciudad de México. Posteriormente estudió grabado con Lola Cueto en el Mexico City College. Aunque no es un pintor abstracto, fue un opositor a la llamada Escuela Mexicana de Pintura. Firmó el texto "La cortina del nopal", realmente escrito por José Gómez Sicre, que dio voz a las inquietudes de los artistas jóvenes de México. Sus obras se caracterizaron por retratar figuras humanas con características muy grotescas y siempre utilizando una gama de colores muy limitada.Se unió a los jóvenes pintores entre los que estaban Alberto Gironella, Enrique Echeverría, Pedro Coronel, Manuel Felguérez y Francisco Icaza, todos, posteriormente parte del movimiento de la Ruptura. Sus trabajos incluían el dibujo y el grabado. Desde muy joven expuso en galerías de Los Ángeles o Nueva York impulsado por el Jefe del Departamento de Artes Visuales de la OEA, José Gómez Sicre. 
Pedro Coronel nació en Zacatecas y desde 1950 en adelante él se convierte en un reconocido pintor en México y en el mundo. Sus pinturas estaban basadas en figuras humanas, paisajes u objetos con una presentación geométrica y muy colorido.
Günther Gerzo fue un magnífico pintor abstracto inserto en el geometrismo. Todas sus pinturas son grandes planos de color con formas geométricas. Sus pinturas eran muy emotivas.
Arnold Belkin llegó a México a los 18 años atraído por el muralismo. Tuvo varias etapas figurativo, expresionista y finalmente usó la fotografía como lo había hecho Siqueiros y a partir de ahí descompone sus figuras. 
Carlos Mérida fue un gran pintor guatemalteco que vivió por un largo período en México, e igual que Tamayo fue precursor del alejamiento con los temas de la llamada Escuela Mexicana de Pintura. El también utilizó el arte abstracto para romper esquemas pero con un toque diferente a los demás, se inspiró en la arquitectura maya con representativas características en sus pinturas. Toda su obra la hizo en México y fue parte de los pintores que utilizaban el abstracto figurativo, y estuvo cercano a la pintura de Miró.
Roger von Gunten nació en Suiza y como ya era de costumbre llegó a México. Fue  figurativo abstracto con una paleta de color muy estridente.
Vlady es el pseudónimo de Vladimir Kibalchich Rusakov pintor ruso afincado en México. Creó una nueva técnica de pintura llamada impasto. Esta técnica consiste en poner grandes plastas de pintura encima de otras para crear un efecto de profundidad. Además de dominar con maestría la técnica veneciana del temple de huevo. Fue un gran exponente del grabado calcográfico con lo que fuera la característica madre de La Ruptura, el uso del abstracto figurativo.
Remedios Varo fue mejor dicho surrealista, no abstracta. Realizó en México su obra más esplendorosa. La clase de pintura que ella creó fue llamada alucinación por sus alocadas características y personajes.
Alberto Gironella fue un innovador de su tiempo. Su obra fue tan propia de él que creó un nuevo estilo llamado ensamblaje. Este estilo constaba en crear una obra con partes de otras. Trabajó con una temática española, debido a sus antecedentes. Las Meninas, la reina Mariana, pero también Zapata fue motivo de su pintura.
Mathias Goeritz nació en Alemania y aunque es reconocido como arquitecto y escultor su inspiración viene de los dibujos y arte de otros artistas plásticos. Proyectos tan famosos como la Ruta de la Amistad para las olimpiadas del año 68 en México, La “Osa Mayor” en el Palacio de los Deportes y las “Torres de Satélite” en México.
Gustavo Arias Murueta es un artista plástico mexicano dedicado a la pintura al óleo, el grabado y el dibujo. Arias Murueta colaboró con otros artistas en la realización de un mural colectivo para apoyar las demandas estudiantiles durante el Movimiento de 1968 en México. El mural fue una obra improvisada realizada sobre láminas de zinc corrugado que cubrían las ruinas del monumento a Miguel Alemán Valdés.
Vicente Rojo Almazán, nació en Barcelona en 1932. En 1949 llega a México donde estudia pintura y tipografía y realiza durante más de cuarenta años una extensa obra como pintor, escultor, diseñador gráfico y escenógrafo. Ha colaborado además en la fundación de editoriales, suplementos culturales y otras aplicaciones. En 1991 recibió el Premio Nacional de Arte y el Premio México de Diseño. 
Estos son algunos de los artistas participantes en lo que se ha denominado La Generación de la Ruptura en México, con la que se marca el comienzo de la nueva era del pensamiento artístico, sin seguir los estándar de academias o de sociedades. En la opinión del arquitecto y escultor Fernando González Gortázar deberían de ser incluidas Ángela Gurría y Helen Escobedo.

## Movimientos en contraposición
Diversos movimientos artísticos en la década de los años sesenta y setenta unidos bajo el apelativo Los Grupos surgieron en contraposición a la Generación de la Ruptura, al criticar su aversión a involucrarse en la política y considerarlos oficialistas.